# Thomas Tuchel
Thomas Tuchel (Krumbach, 1973. augusztus 29. –) német labdarúgó, hátvéd, edző. 2025 januárjától az angol labdarúgó-válogatott szövetségi kapitánya.

## Pályafutása

### Játékosként
Tuchel Krumbachban született, és itt, a TSV Krumbach ifjúsági csapatában kezdte labdarúgó pályafutását. 1988-ban az Augsburg akadémiájára került, de az első csapatnál nem kapott lehetőséget, így 1992-ben a Stuttgarter Kickershez igazolt a másodosztályba. Az 1992–93-as szezonban mindössze nyolc mérkőzésen szerepelt, majd a következő idény végén a harmadosztályú SSV Ulm játékosa lett. Itt négy év alatt 69 bajnokin szerepelt, legtöbbször a védelem közepén, de 25 évesen, 1998-ban egy krónikus térd-porc sérülés miatt be kellett fejeznie pályafutását.

### Edzőként

#### A kezdeti évek
Tuchel 2000-ben kezdte el edzői karrierjét, a VfB Stuttgart U-19 csapatának vezetőedzőjeként, ahol öt éven át dolgozott, és olyan későbbi válogatott játékosokat nevelt, mint például Mario Gómez és Holger Badstuber. 2005-ben visszatért Augsburgba és az ifjúsági csapat koordinátorának szerepét töltötte be. A 2007–08-as évad második felében az Augsbug II vezetőedzője volt.

#### Paris Saint-Germain
2018. május 14-én hivatalosan is bejelentették, hogy a következő szezontól ő lesz a francia Paris Saint-Germain vezetőedzője. Kétéves szerződést írt alá a fővárosi klubbal.

#### Chelsea
2021. január 26-án hivatalossá vált hogy Frank Lampard menesztése után a német szakember veszi át a klub irányítását. Másfél éven át volt a csapat vezetőedzője, amellyel Bajnokok Ligáját, UEFA-szuperkupát és klubvilágbajnokságot nyert. A 2022–2023-as idényben a londoni klub a vártnál gyengébben rajtolt a Premier League-ben, majd a Bajnokok Ligája csoportkörének első fordulójában, a horvát Dinamo Zagrebtől idegenben elszenvedett 1–0-s vereséget követően a klub vezetősége menesztette Tuchelt.

#### Anglia
2024. október 16-án az angol labdarúgó-szövetség bejelentette, hogy 2025. január 1-től átveszi a válogatott irányítását Lee Carsley megbízott szövetségi kapitánytól.

## Sikerei, díjai

### Edzőként
Borussia Dortmund
- Német kupagyőztes: 2016–17

Paris Saint-Germain
- Francia bajnok (2): 2018–19, 2019–20
- Francia kupagyőztes: 2020
- Francia ligakupagyőztes: 2020
- Francia szuperkupa-győztes (2): 2018, 2019

Chelsea
- UEFA-bajnokok ligája-győztes: 2021
- UEFA-szuperkupa győztes: 2021
- FIFA-klubvilágbajnokság győztes: 2021
- FA-kupa döntős: 2020-21, 2021-22
- Angol labdarúgó-ligakupa döntős: 2021-22

### Egyéni
- A VDV Bundesliga - szezon legjobb edzője:2015–16
- Premier League – A hónap edzője díj: 2021. március, 2021. október
- Az év edzője Németországban: 2021
- Az év férfi edzője az UEFA-ban: 2020–21
- Az IFFHS év klubedzője:2021

## Edzői statisztika
2024. október 16-án lett frissítve.
| Csapat              | Nemzet        | –tól               | –ig                 | Mérleg | Mérleg | Mérleg | Mérleg     | Mérleg | Mérleg | Mérleg | Mérleg |
| M                   | GY            | D                  | V                   | RG     | KG     | GK     | Győzelem % |        |        |        |        |
| ------------------- | ------------- | ------------------ | ------------------- | ------ | ------ | ------ | ---------- | ------ | ------ | ------ | ------ |
| Augsburg II         | Németország   | 2007. július 1.    | 2008. június 30.    | 34     | 20     | 8      | 6          | 80     | 45     | +35    | 58.82% |
| Mainz 05            | Németország   | 2009. augusztus 3. | 2014. május 11.     | 182    | 70     | 46     | 64         | 248    | 288    | −40    | 38.46% |
| Borussia Dortmund   | Németország   | 2015. június 29.   | 2017. május 30.     | 108    | 68     | 23     | 17         | 245    | 113    | +132   | 62.96% |
| Paris Saint-Germain | Franciaország | 2018. május 29.    | 2020. december 24.  | 127    | 95     | 13     | 19         | 337    | 103    | +234   | 74.8%  |
| Chelsea             | Anglia        | 2021. január 26.   | 2022. szeptember 7. | 100    | 60     | 24     | 16         | 168    | 76     | +92    | 60%    |
| FC Bayern München   | Németország   | 2023. március 25.  | 2024. május 18.     | 61     | 37     | 8      | 16         | 143    | 81     | +62    | 60.66% |
| Anglia              | Anglia        | 2025. január 1.    | napjainkig          | 0      | 0      | 0      | 0          | 0      | 0      | 0      | 0%     |
| összesen            | összesen      | összesen           | összesen            | 613    | 351    | 122    | 140        | 1238   | 676    | +562   | 57.26% |